# Sylvain Remy
 (août 2023).
Sylvain Rémy, né le 15 novembre 1980 , est un footballeur international béninois.

## Biographie

### Carrière en club
Sylvain Remy fait carrière au sein du club de football de Clermont Foot. Il joue pour le club en tant que défenseur lors de la saison 2003-2004, au cours de laquelle le club termine en 14e position de Ligue 2.

### Carrière internationale
Remy fait partie de l'équipe nationale du Bénin pour la Coupe d'Afrique des nations 2004. Malheureusement, l'équipe termine dernière de son groupe au premier tour de la compétition, sans se qualifier pour les quarts de finale.